# رود موری
رود موری (به انگلیسی: Maury River) رودی است که در ایالات متحده آمریکا جریان دارد.